# Тютюнник Анатолій Юхимович
Тютюнник Анатолій Юхимович (рос. Тютюнник Анатолий Ефимович; 7 вересня 1935, Приморсько-Ахтарськ, РРФСР — 1 лютого 2016, Україна) — радянський український кінорежисер.

## Життєпис
Народ. 1935 р. в Приморсько-Ахтарську в родині службовця. В 1952—1956 рр. навчався в Одесі в артилерійському училищі.
Закінчив факультет режисерів телебачення Ленінградського інституту театру, музики і кінематографії (1970).
З 1956 працював освітлювачем, оператором, режисером на студіях телебачення Мінська, Сімферополя, Львова. Знімав документальні, рекламні, замовні та науково-популярні фільми.
З 1974 р. — режисер на Одеської кіностудії.
Створив фільми: «Медовий тиждень у жовтні» (1976), «Незакінчений урок» (1980), «Бій на перехресті» (1982), «Звіздар» (1986) та ін.
Був членом Національної Спілки кінематографістів України.

## Джерело
- Анатолій Тютюнник на сайті IMDb (англ.)
- http://www.kino-teatr.ru/kino/director/sov/35537/works/ [Архівовано 10 червня 2013 у Wayback Machine.]
- Тютюнник Анатолій Юхимович (dic.academic.ru)(рос.)
- Житомирська хвиля